# Championnat des Émirats arabes unis de football 1996-1997
Navigation
Saison suivante Saison suivante
La saison 1996-1997 du Championnat des Émirats arabes unis de football est la vingt-troisième édition du championnat national de première division aux Émirats arabes unis. Les dix meilleures équipes du pays sont regroupées au sein d'une poule unique où elles s'affrontent deux fois, à domicile et à l'extérieur. À la fin de cette première phase, les six premiers disputent la poule pour le titre tandis que les quatre derniers jouent une poule de promotion-relégation avec les quatre meilleurs clubs de deuxième division.
C'est le club d'Al Wasl Dubaï qui remporte la compétition, après avoir terminé en tête du classement de la poule finale, avec trois points d'avance sur un duo composé d'Al Nasr Dubaï et Al-Wahda Club. C'est le 6e titre de champion des Émirats arabes unis de l'histoire du club.

## Les clubs participants
| - Sharjah SC - Al-Wahda Club - Kalba Union - Promu de D2 - Al Ain Club - Al-Khaleej Club | - Al Sha'ab Sharjah - Al Nasr Dubaï - Al Shabab Dubaï - Al Wasl Dubaï - Bani Yas Club |

## Compétition

### Première phase
Le classement est établi sur le barème de points classique (victoire à 3 points, match nul à 1, défaite à 0).
| Rang | Équipe            | Pts | J  | G  | N | P  | Bp | Bc | Diff |
| ---- | ----------------- | --- | -- | -- | - | -- | -- | -- | ---- |
| 1    | Al-Wahda Club     | 39  | 18 | 11 | 6 | 1  | 28 | 16 | +12  |
| 2    | Al Nasr Dubaï     | 37  | 18 | 11 | 4 | 3  | 28 | 14 | +14  |
| 3    | Sharjah SCT'      | 31  | 18 | 9  | 4 | 5  | 25 | 21 | +4   |
| 4    | Al Ain Club       | 30  | 18 | 8  | 6 | 4  | 29 | 19 | +10  |
| 5    | Al Shabab Dubaï   | 27  | 18 | 7  | 6 | 5  | 20 | 19 | +1   |
| 6    | Al Wasl Dubaï     | 22  | 18 | 6  | 4 | 8  | 25 | 23 | +2   |
| 7    | Al-Khaleej Club   | 21  | 18 | 5  | 6 | 7  | 17 | 22 | -5   |
| 8    | Bani Yas Club     | 16  | 18 | 5  | 1 | 12 | 17 | 29 | -12  |
| 9    | Kalba UnionP      | 15  | 18 | 4  | 3 | 11 | 13 | 26 | -13  |
| 10   | Al Sha'ab Sharjah | 10  | 18 | 2  | 4 | 12 | 19 | 32 | -13  |

|  | Qualification pour la poule pour le titre        |
|  | Participation à la poule de promotion-relégation |
|  | T : Tenant du titre P : Promu de D2              |

### Seconde phase

#### Poule pour le titre
Al-Wahda Club démarre la seconde phase avec un bonus de trois points, après avoir terminé la première phase en tête du classement.
| Rang | Équipe           | Pts | J  | G | N | P | Bp | Bc | Diff |
| ---- | ---------------- | --- | -- | - | - | - | -- | -- | ---- |
| 1    | Al Wasl Dubaï    | 19  | 10 | 6 | 1 | 3 | 14 | 7  | +7   |
| 2    | Al Nasr Dubaï    | 16  | 10 | 4 | 4 | 2 | 12 | 7  | +5   |
| 3    | Al-Wahda Club +3 | 16  | 10 | 4 | 1 | 5 | 12 | 16 | -4   |
| 4    | Al Shabab DubaïC | 14  | 10 | 4 | 2 | 4 | 11 | 11 | 0    |
| 5    | Al Ain Club      | 11  | 10 | 2 | 5 | 3 | 11 | 12 | -1   |
| 6    | Sharjah SCT      | 10  | 10 | 3 | 1 | 6 | 9  | 16 | -7   |

|  | Qualification pour la Coupe du golfe des clubs champions 1998 et la Coupe des clubs champions arabes de football 1998 |
|  | Qualification pour la Coupe des clubs champions 1997-1998                                                             |
|  | Qualification pour la Coupe des Coupes 1997-1998                                                                      |
|  | T : Tenant du titre C : Vainqueur de la Coupe des Émirats arabes unis P : Promu de D2                                 |

## Bilan de la saison
| Championnat des Émirats arabes unis de football 1996-1997                        |                          |
| Champion                                                                         | Al Wasl Dubaï (6e titre) |
| Coupes et trophées                                                               |                          |
| Vainqueur de la Coupe des Émirats arabes unis 1996-1997                          | Al Shabab Dubaï          |
| Qualifications continentales                                                     |                          |
| Coupe des clubs champions 1997-1998                                              | Al Nasr Dubaï            |
| Coupe des Coupes 1997-1998                                                       | Al Shabab Dubaï          |
| Coupe du golfe des clubs champions 1998                                          | Al Wasl Dubaï            |
| Coupe des clubs champions arabes de football 1998                                | Al Wasl Dubaï            |
| Promotions et relégations                                                        |                          |
| Promus en UAE Football League                                                    | Al Jazira Club           |
| Promus en UAE Football League                                                    | Al Ahly Dubaï            |
| Relégués en Championnat des Émirats arabes unis de football de deuxième division | Al Sha'ab Sharjah        |
| Relégués en Championnat des Émirats arabes unis de football de deuxième division | Al-Khaleej Club          |